# Creixell
Creixell – miejscowość w Hiszpanii, w Katalonii, w prowincji Girona, w comarce Alt Empordà, w gminie Borrassà.
Według danych INE z 2005 roku miejscowość zamieszkiwało 35 osób.
W miejscowości znajduje się kościół Matki Boskiej z Creixell, pochodzący z XV wieku.